# 曹确
曹确（9世纪—876年），字剛中，唐朝官员，唐懿宗年间任宰相。

## 家世
曹确生年不详，是河南郡河南县人（即东都洛阳）人。他可考的祖上只能追溯到祖父曹周，父亲曹景伯在唐德宗贞元十九年（803年）中了进士，但他们都不曾做官。曹确有弟曹汾，后来也官至戶部侍郎。

## 早期仕途
曹确在唐文宗开成二年（837年）中进士后，在各地藩镇任幕僚。后被召回长安为侍御史，又任工部員外郎，知制诰。随后他又被提拔为工部郎中，以起居郎被署为翰林学士。后又正拜中書舍人、赐金紫官服。唐宣宗大中十一年（857年）八月，以翰林学士、朝散大夫、中书舍人、赐紫金鱼袋权知河南尹事，然后又被召回任兵部侍郎。唐懿宗咸通二年（861年）八月，判度支。

## 拜相
四年（863年）闰六月，曹确被授同中书门下平章事，为实质宰相，加中书侍郎、监修国史。曹确精通儒学，处事谨重，遵守法度。五年（864年）五月，兼工部尚书。八年（867年）三月，唐懿宗想任自己最喜欢的乐工李可及为威卫将军，曹确谏：“太宗定文武官六百四十三员，对房玄龄说‘朕以待天下贤士，工商杂流，应该厚给钱财，不可假以官职，与贤者比肩而立、同坐而食。’大和年间，文宗欲以乐工尉迟璋为王府率，拾遗窦洵直谏，即改为光州长史。不可任李可及为将军。乞求以两朝故事，另外除授李可及其他官职。”但懿宗不听。李可及得宠时，只有曹确屡次进言言及他。九月，曹确在延资库使任上奏请令场监钱绢直接交到延资库，获准。十月，以门下侍郎、户部尚书兼吏部尚书。累加右仆射。十一年（870年）正月，以门下侍郎、吏部尚书兼尚书左仆射。
当时唐朝宰相不是碌碌无为就是贪污腐化，有人编了一首《嘲四相》的歌谣：“确确无论事，钱财总被收。商人都不管，货赂（路）几时休？”把矛头对准了时任宰相曹确、杨收、徐商、路岩。

## 罢相
曹确因病请辞，当年三月，罢相，授检校司空、同平章事，兼润州刺史，充浙江西道观察等使。因出兵讨伐作乱的庞勋，加太子太师。后又任河中节度使，卒于河中。
曹确与弟弟曹汾并列将相之任，士人以为荣。曹确与毕諴都因擅长儒术得以进用，拜相后廉洁俭朴、贞洁艰苦，都有雅望，君子称道之，称为曹、毕。

## 轶闻
- 《太平广记》卷二百五十六记载：大中到咸通年间，白敏中、毕諴、曹确、罗劭相继成为宰相或使相，宰相崔慎由说：“可以归为一类了，近日在中书省的尽是蕃人。”因为毕、白、曹、罗都是少数民族姓氏。

## 评价
- 《旧唐书》史臣曰：杨、刘、曹毕诸族，门非世胄，位以艺升，伏膺典坟，俯拾青紫。[1]

## 子
- 曹希甫，字嵩臣